# Люляков, Борис Алексеевич
Борис Алексеевич Люляков (6 августа 1910, Москва — 6 сентября 1999, Москва) — советский борец классического стиля, чемпион и призёр чемпионатов СССР, мастер спорта СССР (1940). Увлёкся борьбой в 1927 году. Участник Великой Отечественной войны. Похоронен на Ваганьковском кладбище.

## Спортивные результаты
- Чемпионат СССР по классической борьбе 1933 года — ;
- Чемпионат СССР по классической борьбе 1934 года — ;
- Чемпионат СССР по классической борьбе 1937 года — ;
- Чемпионат СССР по классической борьбе 1938 года — ;
- Чемпионат СССР по классической борьбе 1939 года — ;

## Семья
Брат — Василий Люляков.